# La golondrina y el horizonte
La golondrina y el horizonte es un disco de Teresa Salgueiro lanzado en 2016.

## Antecedentes
Dada la relación de Madredeus y Salgueiro con México, donde el grupo tuvo éxito, esta quiso grabar un disco de canciones mexicanas de autores como José Alfredo Jiménez, Agustín Lara y Tomás Méndez; y algunas del repertorio latinoamericano como las de Violeta Parra o Mercedes Sosa.
El estreno en México fue en la 43 edición del Festival Internacional Cervantino.

## Lista de canciones
- La Golondrina (2:55)
- Canción Mixteca (4:24)
- Fina Estampa (2:50)
- La del Rebozo Blanco (3:25)
- Maria Bonita (3:23)
- Fallaste corazón (3:08)
- Paloma negra (3:44)
- Mi Niño, Niño (2:59)
- Todo cambia (3:42)
- Vuelvo al Sur (4:34)
- Dulce Xcolonté (2:37)
- Alfonsina y el Mar (5:44)
- Gracias a la Vida (4:22)
- Sabor a mí (2:57)
- En los Jardines Humanos (Bonus Track) (3:39)

## Créditos y personal
- Teresa Salgueiro - voz
- Marlon Valente - acordeón
- Óscar Torres - bajo
- Graciano Caldeira - guitarra
- Rui Lobato - guitarra y percusión